# Ahmad ibn Murzuq ibn Abu Umar
Vous pouvez aider à l'améliorer ou bien discuter des problèmes sur sa page de discussion.
- Certaines informations devraient être mieux reliées aux sources mentionnées dans la bibliographie ou les liens externes. Améliorez sa vérifiabilité en les associant par des références. (Marqué depuis février 2025)
- Son texte doit être wikifié : il ne correspond pas à la mise en forme Wikipédia (style, typographie, liens internes, liens entre les wikis, etc.). (Marqué depuis février 2025)
- Il n’est pas rédigé dans un style encyclopédique. (Marqué depuis février 2025)
- La traduction doit être revue. Le contenu est difficilement compréhensible à cause d’erreurs de traduction, peut-être dues à l’utilisation d’un logiciel de traduction automatique. (Marqué depuis février 2025)

Ahmad ibn Murzuq ibn Abu Umar ou Ahmad ibn Abu Umar, arabe : أحمد بن مرزوق بن أبي عمارة , (mort en 1284) - le cinquième dirigeant de l' État hafside en Ifriqiya en 1283-1284 , le quatrième calife hafside .

## Biographie
Ahmad ibn Abu Umar (« le Trompeur ») était un imposteur et un aventurier de Béjaïa qui s'installa à Tripoli et, tombant dans le giron des Bédouins , se déclara le fils survivant du calife déchu Yahya II al-Wathiq (1277-1279). En alliance avec les Bédouins, il occupe bientôt Gabès , Kairouan et Sfax . Après la défaite de l'armée principale des Hafides, Ibn Abu Umar put occuper la capitale Tunis et se proclamer calife.
Au cours des années suivantes, il remporta une autre victoire sur les Hafsides dirigés par Abu Faris, le fils du calife déchu Ibrahim Ier , qui fut capturé et exécuté. Cependant, les Hafsides rassemblèrent à nouveau leurs forces sous la bannière d'Omar Abu Hafs (1284-1295). Finalement, les Bédouins abandonnèrent leur chef et, lors de la guerre qui s'ensuivit, Ibn Abu Umar fut capturé et exécuté.